# Krzysztof Dzikowski
Krzysztof Wojciech Dzikowski, ps. „Krzysztof Borys” (ur. 25 stycznia 1938 w Warszawie) – polski autor tekstów piosenek, literat, scenarzysta filmowy, poeta, satyryk, dramaturg, autor programów kabaretowych i musicali.
Współpracował z kompozytorami, takimi jak Ryszard Poznakowski, Seweryn Krajewski czy Wojciech Młynarski. Utwory muzyczne z jego tekstem śpiewali m.in. Katarzyna Sobczyk, Stan Borys, Irena Jarocka, Niebiesko-Czarni, Maryla Rodowicz, Alibabki, Ewa Bem, Tadeusz Chyła, Anna German, Katarzyna Groniec, Jerzy Grunwald, Krystyna Janda, Anna Maria Jopek, Stenia Kozłowska, Jacek Lech, Czesław Niemen, Jerzy Połomski, Ludwik Sempoliński i Beata Wyrąbkiewicz.
Pomysłodawca i juror cyklicznego konkursu Studencka Piosenka Miesiąca. W latach 2002–2006 przewodniczący Stowarzyszenia Autorów – Twórców Utworów Medialnych „STOTUM”. Członek Stowarzyszenia Autorów ZAiKS (od 2020 członek honorowy), Związku Polskich Autorów i Kompozytorów ZAKR, Forum Związków Zawodowych FZZ, Związku Zawodowego Twórców Kultury oraz Związku Literatów Polskich.

## Życiorys

### Rodzina i wykształcenie
Urodził się i dorastał w Warszawie, ale w czasie wojny tymczasowo mieszkał w Rudnie k. Lublina i w Białogonie k. Kielc. Jest jedynakiem, synem Jerzego Dzikowskiego i Eugenii z domu Lipko h. Nałęcz. Jego matka była Tatarką przesiedloną z Krymu. Jego ojciec był inżynierem elektrykiem i pełnił stanowisko kierownika Działu Studiów w Biurze Projektów Elektryfikacji Kolei.
Ukończył naukę w żeńskiej Szkole Podstawowej im. Heleny Rzeszotarskiej oraz Liceum im. Króla Władysława IV w Warszawie. Studiował na Wydziale Mechaniczno-Konstrukcyjnym Politechniki Warszawskiej, następnie przeniósł się na Wydział Samochodów i Ciągników tejże uczelni, z której po czterech semestrach został usunięty ze względu na jawne solidaryzowanie się z ofiarami rewolucji węgierskiej m.in. poprzez napisanie wiersza o dramatycznym przebiegu wydarzenia – wiersz „Węgierskim Bohaterom”, który cieszył się popularnością wśród studentów. Potem zmieniał kilkakrotnie kierunki studiów, ostatecznie ukończył filologię polską w dwuletnim Studium Nauczycielskim w Warszawie oraz – w latach 70. – scenopisarstwo na Wydziale Reżyserii PWSFTviT w Łodzi. Uzyskał także dyplom Warszawskiej Szkoły Fotograficznej i ukończył studia podyplomowe w Warszawskiej Wyższej Szkole Humanistycznej.

### Kariera zawodowa
Na początku lat 60. zaczął startować w konkursach literackich, m.in. zdobył pierwszą nagrodę w konkursie Gaudeamus Warszawski w 1962, do którego zgłosił się z cyklem opowiadań pt. „Ulice i…”, a za wiersze „Ślepcy”, „Pożegnanie z miastem” i „Moja wędrówka” zdobył drugą nagrodę w Turnieju Trzech Wierszy. Podczas nauki w Studium Nauczycielskim założył teatr studencki „Stawki 5”, z którym wystawił autorski spektakl Tragedia Wydrwigroszów, w którym również zagrał. Jednocześnie przez dwa lata pracował jako nauczyciel w Szkole przy ul. Otwockiej 3 w Warszawie. Także podczas studiów został aktorem Teatru Dramatycznego Politechniki Warszawskiej, w którym zagrał niewielką rolę w przedstawieniu Wesele Pani Du Barry. Związał się także z kabaretem działającym przy klubie studenckim Stodoła, w którym zadebiutował parodią sztuki Ręce Eurydyki Steve’a Harrisa, a następnie wystąpił też m.in. jako Achilles w parodii Achillesa i panien. W latach 1961–1963 współpracował ze Stodołą jako kierownik literacki oraz autor scenariuszy programów (np. Prowokacja i Świniobicie w Dzwonach) i spektakli (Wszystko może się zdarzyć i W tym szaleństwie jest metoda). Współpracował także w kabarecie Uniwersytetu Warszawskiego „Jamnik”.
W latach 60. zaczął także karierę jako autor tekstów piosenek; w radiu zadebiutował piosenką „Nie rzucajcie kelnerki”, którą zaśpiewał Bogdan Czyżewski. W tym czasie współpracował jako specjalista do nagrań piosenki młodzieżowej w Programie III Polskiego Radia, na którego antenie przygotowywał także audycje Dziewiątka i Podwieczorek przy mikrofonie. Prowadził także własny program Piosenka faktu w Programie I PR. W 1963 był inspicjentem podczas 1. Krajowego Festiwalu Piosenki Polskiej w Opolu. Związał się z kabaretem działającym przy klubie studenckim Hybrydy, dla którego w latach 1963–1965 wraz z Wojciechem Młynarskim napisał scenariusze programów: Radosna gęba stabilizacji i Ludzie to kupią. Również w 1963 nawiązał współpracę z bigbitowym zespołem Czerwono-Czarni, w którym tworzył teksty do melodii Zbigniewa Bizonia i Ryszarda Poznakowskiego. W 1965 współtworzony przez niego utwór „Nie wiem, czy to warto” w wykonaniu Katarzyna Sobczyk otrzymał pierwszą nagrodę w kategorii „Piosenka rozrywkowa” na 3. Krajowym Festiwalu Piosenki Polskiej w Opolu. Po sukcesie innej piosenki współtworzonej dla Sobczyk – „Mały Książę” – planował napisać musical pod tym samym tytułem, jednak ostatecznie nie doszło do realizacji projektu. Zamiast tego w październiku 1965 w Praskim Teatrze Ludowym w Warszawie premierę miał musical bigbitowy Niedopasowani, czyli Goliath – Wielorybh…, do którego współtworzył piosenki wraz z Wojciechem Młynarskim.
Nawiązał współpracę z Jerzym Kosselą z zespołu Czerwone Gitary, dla którego wspólnie z innym członkiem grupy, kompozytorem Sewerynem Krajewskim, stworzył dlań wiele piosenek, m.in. przeboje „Dzień jeden w roku”, „Anna Maria”, „Dozwolone do lat osiemnastu”, „Słowo jedyne – ty” i „Ciągle pada”. Przez pewien czas współtworzył teksty dla Czerwonych Gitar z Kazimierzem Winklerem. Jako działacz Rady Naczelnej Zrzeszenia Studentów Polskich napisał wraz z Krajewskim nieoficjalny hymn Związku Socjalistycznej Młodzieży Polskiej, a także zaczął organizować wymyślony przez siebie cykliczny konkurs Studencka Piosenka Miesiąca, którego był także jurorem. W lipcu 1969 w Teatrze Polskim w Poznaniu premierę miał musical Gwałtu, co się dzieje wg Gwałtu, co się dzieje! Aleksandra Fredry, do którego wraz z Krajewskim napisał libretto. W 1971 premierę miał film Jana Batorego Dancing w kwaterze Hitlera, przy którym trzy lata wcześniej pracował jako autor tekstów piosenek ze ścieżki dźwiękowej. W pracy nad tekstem piosenki nigdy nie skupiał się na nim samym, interesował się też tym, jak będzie brzmiała piosenka jako całość – z muzyką, rytmem, wykonaniem i interpretacją.
Na początku stanu wojennego do Zespołu Filmowego „X” trafiły dwa scenariusze filmowe, które napisał w czasie studiów na PWSTiF w Łodzi. W 1981 za film Krzycz głośniej otrzymał nagrodę za scenariusz w konkursie Młodzi i Film w Koszalinie. W latach 80. pisał wyłącznie dla siebie. W tym czasie wyjechał na ponad dwa lata za granicę, gdzie dorabiał m.in. jako realizator światła podczas koncertów. Po powrocie do Polski założył wielobranżową firmę, w której zajmował się sprzedażą jachtów, motorówek i silników zaburtowych oraz wydawaniem albumów muzycznych. Zajmował się przekładami piosenek z języka francuskiego, głównie tekstów Georges’a Moustakiego.
W 1998 nakładem wytwórni Marmit wydał trzy albumy kompilacyjne z serii pt. Dzikowski The Best, na których znalazły się przeboje różnych wykonawców z tekstami autorstwa Dzikowskiego. W maju 1999 z Sewerynem Krajewskim wydał limitowaną wersję singla z piosenką „Bądź wśród nas”; egzemplarz z numerem „1” wręczyli Janowi Pawłowi II podczas wizyty papieża w Polsce. W 2002 wydał książkę Józup, którą współtworzył z Urszulą Dutkiewicz. W 2013 premierę miała piosenka „Syberiada” ze słowami Dzikowskiego, nagrana przez Annę Wyszkoni i Piotra Cugowskiego na potrzeby promocji filmu Janusza Zaorskiego Syberiada polska.
W 2014 powstała Fundacja im. Krzysztofa Dzikowskiego, wspierająca i promująca dorobek młodych wykonawców, którzy dopiero zaczynają karierę muzyczną.
18 maja 2016 nakładem Państwowego Instytutu Wydawniczego ukazała się książka autobiograficzna Tekściarz, opracowana przez Rafała Podrazę, opowiadająca o życiu i twórczości Dzikowskiego. W 2018 wydał antologię swojej twórczości – Fruwam po ziemi.

## Życie prywatne
Jego drugą żoną była Krystyna Grochowska, wokalistka zespołu Alibabki, z którą doczekał się narodzin dwóch synów: Błażeja i Bartosza, który zmarł w grudniu 2014. Kolejną żoną Dzikowskiego została Lidia, z wykształcenia filolog romanista. Ma czterech wnuków.
Przeszedł operację wszczepienia stymulatora serca.

## Piosenki
- „Anna Maria” – wyk. Czerwone Gitary
- „Ballada o Lili Put”
- „Bądź poważny chociaż raz”
- „Bądź wśród nas” – wyk. Seweryn Krajewski
- „Byczek Fernando” – wyk. Czerwone Gitary
- „Był taki ktoś” – wyk. Katarzyna Sobczyk
- „Była to głupia miłość”
- „Chcę być kochaną” – wyk. Anna German
- „Chcę mieć syna” – wyk. Maryla Rodowicz
- „Ciągle pada” – wyk. Czerwone Gitary
- „Czekam na twój przyjazd” – wyk. Czerwone Gitary
- „Cztery maki” – wyk. Katarzyna Sobczyk
- „Czy krasnoludki są na świecie”
- „Dozwolone do lat osiemnastu” – wyk. Czerwone Gitary
- „Dzień jeden w roku” – wyk. Czerwone Gitary
- „Dzień, najwyżej dwa”
- „Dziewczyna z lustra” – wyk. Karin Stanek
- „Gondolierzy znad Wisły” – wyk. Irena Jarocka
- „Jak wędrowne ptaki” – wyk. Czerwone Gitary
- „Jestem malarzem nieszczęśliwym”
- „Mały książę” – wyk. Katarzyna Sobczyk
- „Mam kogoś w Zakopanem” – wyk. Karin Stanek
- „Mija rok” – wyk. oryg. Czerwone Gitary
- „Minuta ciszy” – wyk. Karin Stanek
- „Moja droga wiodła mnie do ciebie” – wyk. Czerwone Gitary
- „Nie płacz, szkoda oczu” – wyk. Anna German
- „Nie rzucajcie kelnerki” – wyk. Bogdan Czyżewski
- „Nie wiem, czy to warto” – oryg. wyk. Katarzyna Sobczyk
- „Niebo z moich stron”
- „Pechowy chłopiec”
- „Pochód świętych”
- „Pojedynki”
- „Przyjdź w taką noc” – wyk. Helena Majdaniec
- „Słowo jedyne – Ty” – wyk. oryg. Czerwone Gitary
- „Spotkanie starych żółwi” – wyk. Seweryn Krajewski
- „Syberiada” – wyk. Anna Wyszkoni i Piotr Cugowski
- „Szary kolor twoich oczu”
- „Śpiewam pod gołym niebem” – wyk. Irena Jarocka
- „Tak bardzo się starałem” – wyk. Czerwone Gitary
- „Ten los, zły los” – wyk. Czesław Niemen
- „Trochę dobrze, trochę źle”
- „Trzecia miłość – żagle”
- „Trzysta tysięcy gitar” – wyk. Karin Stanek
- „W moich myślach, Consuelo” – wyk. Czerwone Gitary
- „Wiatr od Klimczoka”
- „Wschód słońca w stadninie koni” – wyk. Czerwone Gitary
- „Zapach jesieni” – wyk. Wędrowne Gitary
- „Zapomniani… zapomnianym” – wyk. Danuta Błażejczyk
- „Znalazłam Go, Znalazłem Ją”
- „Zwykły żart”

Prawa do piosenki Ciągle pada wykupił Polkomtel i wykorzystał w reklamie taryfy telefonii komórkowej jako Ciągle gadam.

## Nagrody i odznaczenia
- 2020 – nagroda specjalna Stowarzyszenia Autorów ZAiKS[3]
- 2018 – nagroda 100-lecia Stowarzyszenia Autorów ZAiKS[3]
- 2017 – nagroda specjalna Stowarzyszenia Autorów ZAiKS[3]
- 2016 – honorowa gwiazda w Alei Gwiazd Festiwalu Polskiej Piosenki w Opolu[40]
- 2012 – Srebrny Medal „Zasłużony Kulturze Gloria Artis”[41]
- 2013 – „Ikona Opola” – Nagroda Honorowa Prezesa Zarządu Telewizji Polskiej S.A.
- 2013 – Złoty Krzyż Zasługi
- 1981 – I nagroda w konkursie Młodzi i Film w Koszalinie za scenariusz filmu Krzycz głośniej
- 1965 – I nagroda na KFPP w Opolu za piosenkę Nie wiem, czy to warto
- 1963 – wyróżnienie na KFPP w Opolu za piosenkę Liliput
- 1962 – I nagroda w konkursie Uniwersytetu Warszawskiego Gaudeamus Warszawski za prozę
- 1961 – II nagroda w Ogólnopolskim Turnieju Trzech Wierszy